# Phoma drobnjacensis
Phoma drobnjacensis är en lavart som beskrevs av Bubák 1915. Phoma drobnjacensis ingår i släktet Phoma, ordningen Pleosporales, klassen Dothideomycetes, divisionen sporsäcksvampar och riket svampar.   Inga underarter finns listade i Catalogue of Life.